# Њу Лотроп (Мичиген)
Њу Лотроп (енгл. New Lothrop) град је у америчкој савезној држави Мичиген.

## Демографија
По попису из 2010. године број становника је 581, што је 22 (-3,6%) становника мање него 2000. године.
| Група             | 2000.       | 2010.       |
| Белци             | 581 (96,4%) | 546 (94,0%) |
| Афроамериканци    | 0 (0,0%)    | 1 (0,2%)    |
| Азијати           | 0 (0,0%)    | 9 (1,5%)    |
| Хиспаноамериканци | 2 (0,3%)    | 16 (2,8%)   |
| Укупно            | 603         | 581         |